# 俄罗斯爱国者
俄罗斯爱国者（羅馬化：Patrioty Rossii）是俄罗斯的一个已不存在的政党。2005年4月，由在俄羅斯聯邦共產黨中与根纳季·安德烈耶维奇·久加诺夫权力斗争失败后被开除的根纳季·谢米金创建。

## 历史
2006年，根纳季·谢米金领导该党加入了杜马的祖国党。由于祖国党与俄罗斯生活党和俄罗斯退休者党于2006年10月组建成公正俄罗斯党，该党因此宣布独立出来参选2007年的选举。2008年，前杜马发言人Gennady Seleznev领导的俄罗斯重生党（Party of Russia's Rebirth）与该党合并。2008年，俄罗斯重生党和和平统一党与俄罗斯爱国者党合作。  在2016年的国家杜马选举中，其候选人之一是俄罗斯前副总统亚历山大·鲁茨科伊。俄罗斯爱国者宣布他们不会参加2018年俄罗斯总统选举，该党将支持现任总统弗拉基米尔·普京。
2021年2月22日，该党与右派小党为了真理联合，随后该党合并为公正俄罗斯–爱国者–为了真理党，是俄國第三大黨。

## 理论
对外关系方面反对北约和美国的影响。

## 杜马选举结果
| 年份 | 得票率 | 议席 |
| ---- | ------ | ---- |
| 2007 | 0.89   | 0    |
| 2011 | 0.97   | 0    |